# Венделл (Массачусетс)
Венделл (англ. Wendell) — місто (англ. town) в США, в окрузі Франклін штату Массачусетс. Населення — 924 особи (2020).

## Демографія
Згідно з переписом 2010 року, у місті мешкало 848 осіб у 391 домогосподарстві у складі 228 родин. Було 436 помешкань
Расовий склад населення:
| - 95,2 % — білих - 1,9 % — чорних або афроамериканців - 0,8 % — корінних американців - 0,7 % — азіатів |

До двох чи більше рас належало 0,9 %. Частка іспаномовних становила 2,4 % від усіх жителів.
За віковим діапазоном населення розподілялося таким чином: 15,2 % — особи молодші 18 років, 74,0 % — особи у віці 18—64 років, 10,8 % — особи у віці 65 років та старші. Медіана віку мешканця становила 47,8 року. На 100 осіб жіночої статі у місті припадало 98,6 чоловіків;  на 100 жінок у віці від 18 років та старших — 94,9 чоловіків також старших 18 років.
Середній дохід на одне домашнє господарство  становив 65 966 доларів США (медіана — 42 750), а середній дохід на одну сім'ю — 85 848 доларів (медіана — 58 750). Медіана доходів становила 44 643 долари для чоловіків та 43 125 доларів для жінок. За межею бідності перебувало 17,6 % осіб, у тому числі 20,0 % дітей у віці до 18 років та 3,4 % осіб у віці 65 років та старших.
Цивільне працевлаштоване населення становило 430 осіб. Основні галузі зайнятості: освіта, охорона здоров'я та соціальна допомога — 32,8 %, будівництво — 12,8 %, мистецтво, розваги та відпочинок — 10,2 %.